# 扬剧
扬剧是中国江苏省江淮方言區的戏曲之一，主要流行于扬州等地。2006年5月，揚剧被列为中国第一批国家级非物质文化遗产。
扬剧的唱腔曲调有100多种,常用的有20多种，其中原属花鼓戏的，多数以剧名为调名,如〔探亲调〕、〔补缸调〕等;来扬州清曲曲牌的有〔梳妝台〕、〔满江红〕、〔剪靛花〕、〔银纽丝〕等；同时也把多年不用的〔大开口〕、〔七字句〕、〔十字句〕改编成新曲。
其中〔梳妝台〕是揚劇的代表性曲牌，被應用的最廣最常用。由於各流派的唱腔各有特色，梳妝台曲牌也有所區分，諸如〔高派梳妝台〕、〔金派梳妝台〕、〔華派梳妝台〕、〔周派西皮梳妝台〕等等。
1980年代以前，扬剧曾经在镇江、泰州、南京以及安徽省天长市有一定的影响，剧团多达10余个。目前有4个公有扬剧团，分布在江苏省扬州、高邮、江都，以及设于南京市的江苏省扬剧团。  